# قائمة رؤساء وزراء فلسطين
هذه قائمة بأسماء رؤساء وزراء الحكومة الفلسطينية منذ تأسيس السلطة الوطنية الفلسطينية وحتى اليوم:
| الاسم         | الحزب | بداية المنصب  | نهاية المنصب  | صورة | ملاحظات |
| ------------- | ----- | ------------- | ------------- | ---- | --- |
| ياسر عرفات    | فتح   | 20 مايو 1994  | 30 أبريل 2003 |      | (رئيس وزراء الحكومة الأولى والثانية والثالثة والرابعة والخامسة)                                                                             |
| محمود عباس    | فتح   | 30 أبريل 2003 | 7 أكتوبر 2003 |      | (رئيس وزراء الحكومة السادسة) |
| أحمد قريع     | فتح   | 7 أكتوبر 2003 | 27 مارس 2006  |      | (رئيس وزراء الحكومة السابعة والثامنة والتاسعة)                                                                                              |
| إسماعيل هنية  | حماس  | 27 مارس 2006  | 14 يونيو 2007 |      | (رئيس وزراء الحكومة العاشرة والحادية عشرة) (استمر كرئيس وزراء في قطاع غزة حتى تشكيل حكومة الوفاق برئاسة رامي الحمدالله بتاريخ 2 يونيو 2014) |
| سلام فياض     | مستقل | 14 يونيو 2007 | 6 يونيو 2013  |      | (رئيس وزراء الحكومة الثانية عشرة والثالثة عشرة والرابعة عشرة)                                                                               |
| رامي حمد الله | مستقل | 6 يونيو 2013  | 13 أبريل 2019 |      | (رئيس وزراء الحكومة الخامسة عشرة والسادسة عشرة والسابعة عشرة "الوفاق الوطني")                                                               |
| محمد أشتية    | فتح   | 13 أبريل 2019 | 31 مارس 2024  |      | (رئيس وزراء الحكومة الثامنة عشرة) |
| محمد مصطفى    | مُستقل | 31 مارس 2024  | حتى الآن      |      | (رئيس الحكومة الفلسطينية التاسعة عشرة) |